# College Station
College Station est une ville du Texas, où se situe le campus de l'université A&M du Texas.

## Géographie

### Situation
La ville se situe dans la vallée du Brazos, au cœur de la région connue sous le nom de « Triangle texan », au centre-est de l'État.

### Voies de communication et transports
College Station possède un aéroport (Easterwood Field, code AITA : CLL, code OACI : KCLL).

## Démographie
La ville compte 200 000 habitants dans l'ensemble Bryan-College Station.

## Lieux et monuments
L'une des attractions de la ville est le stade de football américain, le Kyle Field, capable pratiquement de recevoir toute la population de la ville.
College Station abrite également le George Bush Presidential Library and Museum, bibliothèque présidentielle de George H. W. Bush.

## Personnalités liées à la ville
- Alex Caruso, joueur professionnel de basket-ball, né dans la ville
- Rico Rodriguez, acteur, né dans la ville
- Thomas Sadoski, acteur, a grandi dans la ville
- Brek Shea, joueur de soccer, né dans la ville
- Tiffany Thornton, actrice, née dans la ville
- Alok Vaid-Menon, artiste de performance et militant, a grandi dans la ville
- Christine Wormuth, femme politique, a grandi dans la ville
- Martha Wells, romancière de Science-Fiction